# Louise Simonson

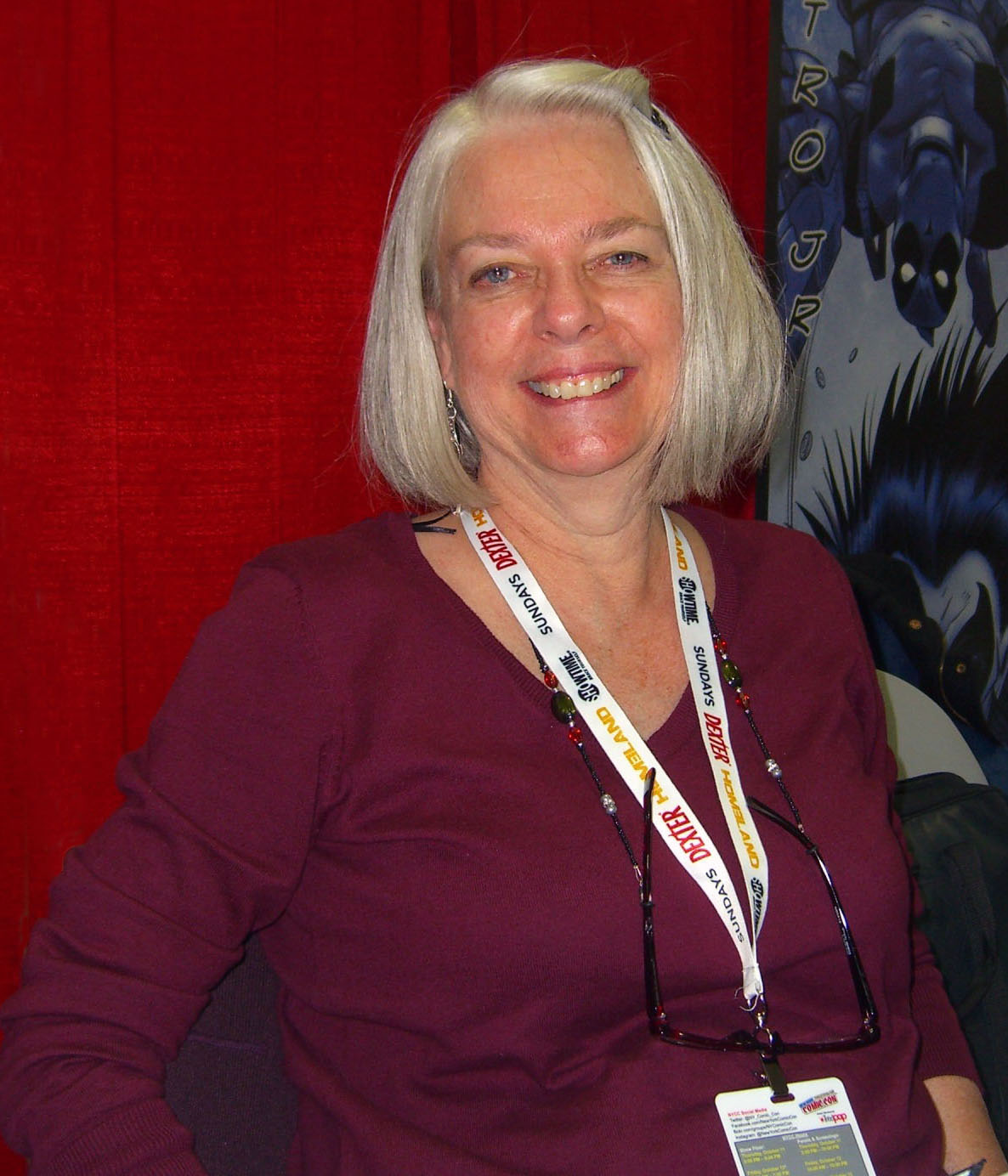
Louise Simonson

Mary Louise Simonson, född  Alexander 26 september 1946, är en amerikansk illustratör av serier. Hon är mest känd före serierna Power Pack, X-Factor, New Mutants, Superman: The Man of Steel, och Steel. Hennes smeknamn är "Weezie". Hon är gift med Walt Simonson.

### DC Comics
- Action Comics #701, Annual #6
- Adventures of Superman #500, 568-569, 571, Annual #3
- Detective Comics #635-637, Annual #4
- Doomsday Annual #1
- New Titans #87, 94-96, Annual #10
- Showcase '96 #2
- Steel #1-3 5-16, 21-27, 29-31, #0, Annual #2
- Supergirl/Lex Luthor Special
- Superman Forever #1
- Superman Red/Superman Blue #1
- Superman: Save the Planet #1
- Superman: The Man of Steel #1-56, 59-83, 86, #0, Annual #2, 4, 6
- Superman: The Man of Tomorrow #11-14
- Superman: The Wedding Album #1
- Wonder Woman #600

### Marvel Comics
- Marvel Team-Up #149-150, Annual #7
- New Mutants (vol. 1) #55-80, 82-91, 93-97, Annual #4-6
- Power Pack #1-8, 10-20, 22-33, 35, 37, 39-41, Holiday Special #1
- Red Sonja #8-13
- Sensational She-Hulk #29-30
- Web of Spider-Man #1-3
- X-Factor (vol. 1) #6-64, Annual #3, 5
- X-Terminators #1-4